# Historia de Concepción

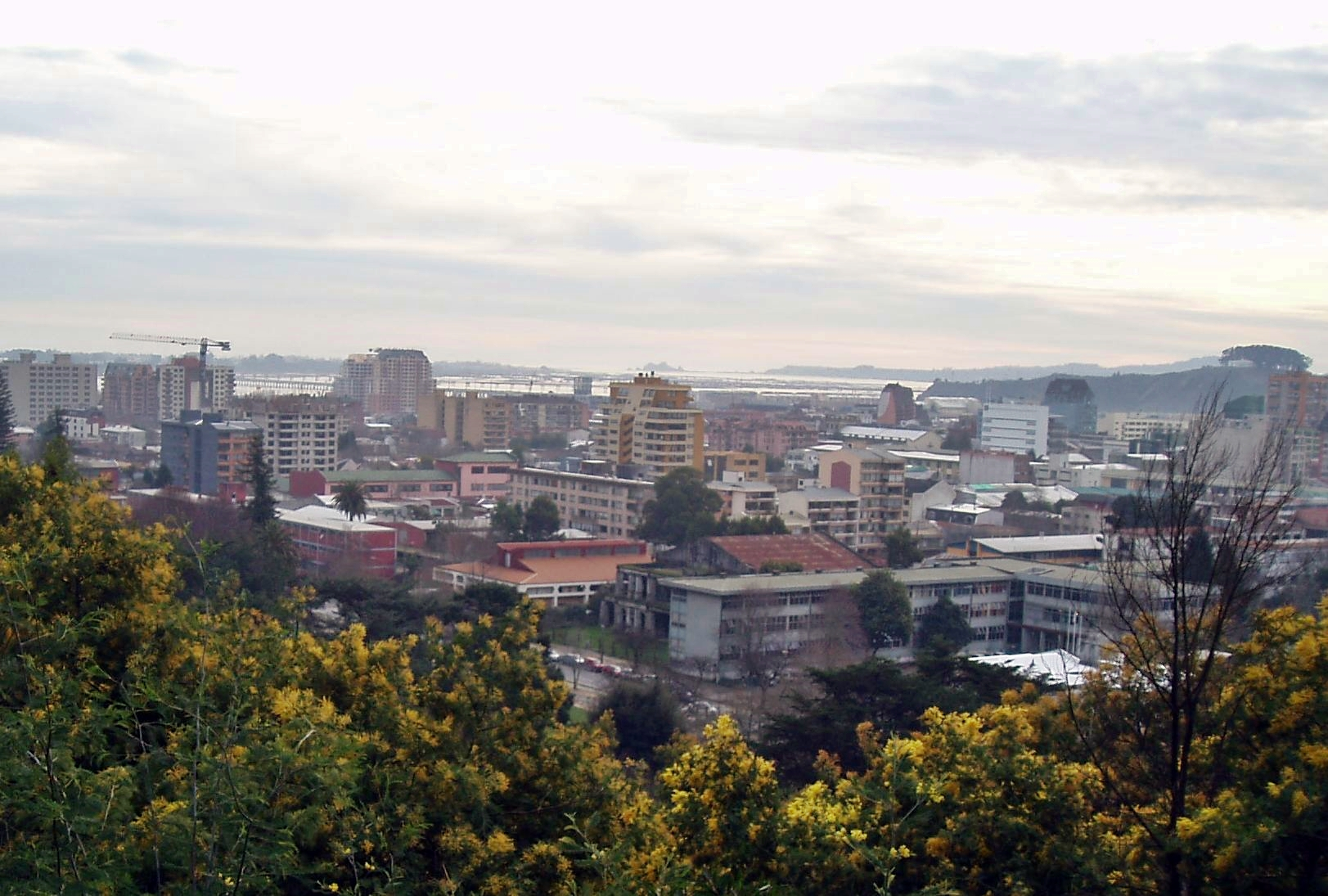
Vista de Concepción desde el Cerro Caracol.

La historia de Concepción, ciudad de Chile, ha recorrido un largo trecho, hasta llegar al siglo XXI cuando es una de las más importantes del país.
Comúnmente, la historia penquista se divide en 5 etapas: El período prehispánico, la conquista, la colonia, la independencia y la república o también llamada contemporaneidad.

## Período prehispánico
Existen antecedentes históricos sobre el rol de la pesca en las ocupaciones costeras de la zona durante el Holoceno tardío con 8 sitios arqueológicos documentados en la bahía, donde sobresalen los conchales y pequeños artefactos de pesca. 
El lugar donde actualmente se emplaza Concepción estaba ocupado mayoritariamente por comunidades lafquenches en la costa, y mapuches en el Valle de la Mocha.
Los lafquenches se dedicaban a la pesca, principalmente a la recolección de mariscos y pescados, mientras que los mapuches vivían sobre la base de la agricultura.

## Conquista
La conquista penquista parte en el 1520 y finaliza en 1600.

### Primeras exploraciones
Cuando Pedro de Valdivia llegó a Chile, la mayoría del sur del país era totalmente desconocido. Fue por ello que en 1544 encomendó a Juan Bautista Pastene la exploración del sur del país.
Comandando la embarcación "San Pedro", inició la tarea encomendada por Valdivia.
Ese mismo año, Juan Bautista tomó posesión de las costas y la bahía de Concepción en nombre del rey español, territorios conocidos en ese entonces como "provincia de Arauco". Lo hizo desde el mismo barco donde navegaba, ya que en el momento de la toma de posesión había un fuerte temporal.

### Exploraciones de Valdivia
Años después, y deseoso de fundar una ciudad en el sur, Pedro de Valdivia, considerado como el conquistador de Chile, inició en 1546 su primera exploración hacia el sur, partiendo desde Santiago con cerca de 70 hombres. Logró llegar hasta las orillas del río Biobío, pero fue fuertemente rechazado por los indígenas. 
Se replegó y volvió a Santiago. Cuatro años después, entre el 2 y el 3 de enero de 1550 parte nuevamente, con poco más de doscientos hombres. El teniente general de esta marcha era Jerónimo de Alderete y el maestre de campo Pedro de Villagra.
Siguió el mismo camino que había recorrido en 1546, y, viendo que los habitantes de la zona no le permitirían avanzar, Valdivia decidió dirigirse a la Bahía de Concepción. En Santiago había dejado orden que les enviaran refuerzos, por mar, a ese lugar.

### Batalla del Andalién
La marcha continúo, llegando al valle de Andalién, donde se establecieron por dos días. Durante la noche del 22 de febrero los mapuches asaltaron el campamento. Según Valdivia, fueron cerca de 20 000 los indígenas que los atacaron, estimaciones modernas concuerdan 10.000-15.000 indígenas. Este evento es el conocido como batalla de Andalién.

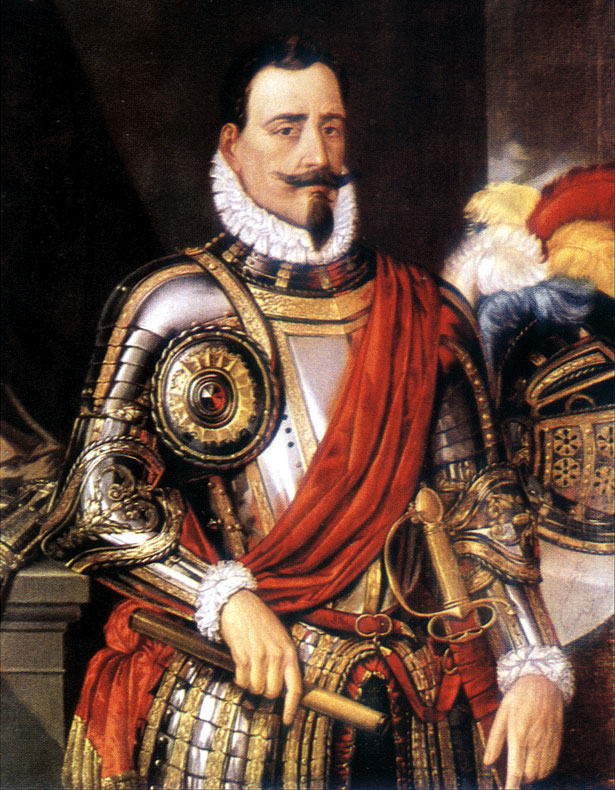
Pedro de Valdivia, conquistador de Chile y fundador de Concepción.

Los españoles, con sus avanzadas armas, salieron victoriosos. En los días siguientes no hubo más ataques, lo que les permitió a los expedicionistas recuperarse.
Encontrando en Penco un refugio seguro, se replegó, esperando en ese lugar refuerzos.
Esta batalla es normalmente referenciada como el inicio de la Guerra de Arauco en Concepción.

### Fuerte de Penco
Apenas llegados a Penco, y con el fin de evitar cualquier "sorpresa", Valdivia decidió la construcción de un fuerte. Para tal efecto cortaron árboles de los bosques vecinos, y en 20 días se finalizó la construcción en el actual cerro bellavista de Penco.

### Fundación de Concepción
Protegidos por el fuerte, Valdivia decidió la fundación de la ciudad que tanto anhelaba. De hecho, el 3 de marzo de 1550 el conquistador empezó a repartir solares y a construir casas provisionales. La proximidad del invierno retardó la fundación de Concepción, por lo que Valdivia decidió que a la llegada de la primavera se concretaría tal evento.
Entre tanto, el 12 de marzo, se presentaron los araucanos, repuestos de su derrota. Valdivia envió entonces a Jerónimo de Alderete con cincuenta jinetes más para que embistiesen al escuadrón, que se dirigía directamente a la entrada al fuerte.
Cargando con toda la caballería, Alderete hizo que los indígenas resultaran rápidamente dispersados. De esta manera concluyó el ataque.
Ya cerca del 20 de marzo fondeaban en el puerto del fuerte dos embarcaciones comandadas por Juan Bautista Pastene. Estas venían desde Valparaíso con provisiones y refuerzos.
El invierno de 1550 fue relativamente tranquilo. Las correrías de Bautista y Alderete por mar y tierra, respectivamente, permitían la llegada de alimento al fuerte.

Escudo de armas de Concepción.

Ya llegada la primavera, Valdivia determinó la concreción de la fundación el domingo 5 de octubre de 1550. Así se hizo ese día, bautizando a la nueva ciudad como La Concepción de María Purísima del Nuevo Extremo. Delineó la plaza de armas, y repartió terrenos y solares al hospital, la iglesia, el ayuntamiento, las cárceles y a los habitantes de la naciente ciudad.
En 1552 Carlos I de España reconoce, por medio de una real cédula, a la nueva ciudad, y le otorga un escudo de armas, que es usado aún en la actualidad, con unas modificaciones posteriores.
- Wikisource en español contiene el texto de la Real cédula que otorgó escudo de armas a Concepción

### Batalla de Tucapel y muerte de Valdivia
Ansioso de continuar su campaña conquistadora en el sur del país, Valdivia inicia una expedición hacia allá. Antes de eso, decide construir un monumental fuerte, el fuerte de Tucapel, que estuvo listo en cuatro meses.
Actualmente existe discrepancia de las fechas durante las cuales se desarrolló la Batalla de Tucapel y el levantamiento araucano que la precedió, pero las dos fechas más nombradas para el enfrentamiento son el 25 de diciembre de 1553 y el 1 de enero de 1554, dada por Diego Barros Arana. Siguiendo esta última hipótesis, y basándose en algunos registros de lo sucedido, a principios de diciembre de 1553 se habría iniciado el levantamiento indígena que culminó con la destrucción del fuerte de Tucapel.
Esta noticia habría llegado entonces el 20 de diciembre a oídos de Valdivia, mientras se encontraba en Concepción. Durante la madrugada del día siguiente partió desde la ciudad con algunos soldados.
Llegó a Arauco, y desde allí salió el 30 de diciembre hacia el destruido Fuerte de Tucapel. Al llegar se encontró con un gran ejército indígena liderado por Lautaro, quienes atacaron a Valdivia. La batalla sucedió en las inmediaciones del fuerte, con desastrosos resultados para los españoles.
Prácticamente todo el ejército español, incluido Valdivia, fue capturado y posteriormente muerto.
Según consta en algunos registros, antes de morir Pedro de Valdivia habría sido mutilado y torturado por los indígenas, para luego, tras matarlo, utilizar su cráneo como signo de victoria.

### Elección del sucesor de Valdivia
Cuando la noticia llegó a Concepción, se generó gran consternación entre los habitantes.
Se llamó a cabildo, y la primera decisión fue abrir el testamento que Pedro de Valdivia había dejado. En él se señalaba, que, en primera instancia, su sucesor como gobernador debía ser Jerónimo de Alderete, quien se encontraba en España. En segunda instancia aparecía Francisco de Aguirre, pero este se encontraba ocupado en la conquista de Tucumán, y en tercera instancia se encontraba Francisco de Villagra, quien posteriormente asumiría el cargo.
Aun así, al llegar la noticia del fallecimiento de Valdivia a Santiago, el cabildo de esta ciudad decidió nombrar a Rodrigo de Quiroga como gobernador, sin respetar el testamento de Valdivia. Para solucionar esta contienda y evitar dividir en dos gobiernos a Chile, la Real Audiencia de Lima fue la que finalmente decidió darle la razón al cabildo de Concepción, entregándole el cargo de «corregidor y mayor justicia de Chile» a Villagra.

### Despoblamientos y repoblamientos
Intentado el repoblamiento de las ciudades ubicadas al sur de Concepción, e intentando además apaciguar a los indígenas, Francisco de Villagra emprendió rumbo desde la ciudad, pero fue derrotado en el desastre de Marigüeñu el 23 de febrero de 1554, en donde el pequeño ejército español se enfrentó con más de seis mil araucanos.
Villagra logró escapar. Llegó a Concepción, donde la noticia causó tristeza y desolación. En medio de ese contexto, empezó a circular la noticia de que los indígenas, envalentonados con sus recientes victorias, cruzaban el río Biobío con el solo fin de destruir Concepción.
Cientos de personas, llenas de terror, empezaron a abandonar la ciudad. Aun así hubo gente que exhortó a sus vecinos a mantenerse en la ciudad. Uno de los casos más recordados es el de doña Mencia de los Nidos, anciana que arengó a los penquistas, sin mayores resultados.
Francisco de Villagra decidió que era preciso abandonar Concepción. Llamó a cabildo, donde se tomó finalmente esa decisión, entre el 25 y el 26 de febrero de 1554. En consecuencia la mayoría de los habitantes abandonó la ciudad, dirigiéndose hacia Santiago.
Pocos días después del abandono de la ciudad cayeron los indígenas sobre la despoblada Concepción, destruyéndola totalmente para después incendiarla.
Meses después, en octubre de 1554, Villagra parte desde Santiago una expedición hacia La Imperial, ciudad fundada por Pedro de Valdivia más al sur de Concepción, pero sin pasar por el valle de Penco, donde se encontraba.
Entretanto, la Real Audiencia de Lima juzgaba si repoblar la ciudad o abandonarla para siempre. Se decidió lo primero, y el 1 de noviembre de 1555 partía una nueva expedición desde Santiago hacia la ciudad. La columna, compuesta por 68 personas, 31 antiguos habitantes de Concepción, ingresaba el 24 de noviembre a la ciudad.

Luego que llegaron al asiento de la desventurada ciudad, hubo general llanto en ver el grave estrago que en ella se había hecho, y en especial mostraban gran sentimiento los vecinos de ella que veían sus casas hechas mostazales y llenas de otras yerbas que habían nacido en aquel año.
Mariño de Lobera, historiador

Tras reformarse el cabildo, se levantó acta de reedificación de Concepción. A su vez, se decidió la construcción de un fuerte. La ciudad llevaba ya cerca de un mes de nuevo nacimiento cuando el 12 de diciembre los araucanos, dirigidos por Lautaro, iniciaron un nuevo ataque sobre la ciudad, con desastrosas consecuencias para los españoles.
Juan de Alvarado, con un reducido ejército, fue a enfrentarlos. A medida que flanqueaban, retrocedían, hasta llegar al fuerte, que aún se encontraba en construcción. Finalmente el ejército penquista fue derrotado, y los habitantes huyeron hacia la barcaza que los había traído, barcaza que posteriormente zarpó a Santiago.
Nuevamente los indígenas cayeron sobre Concepción, destruyéndola e incendiándola.
En junio de 1557 el nuevo y recién nombrado gobernador de Chile, García Hurtado de Mendoza, partía una nueva expedición hacia Concepción, con el claro objetivo de refundarla definitivamente. 
Las naves llegaron a la Isla Quiriquina en la Bahía de Concepción, donde los españoles desembarcaron. Hasta agosto de 1557 permanecieron en la isla, para luego iniciar la exploración de la costa.
Llegaron a Concepción, para luego iniciar la construcción de un nuevo fuerte. A los pocos días se presentaron los araucanos, cerca de 3000 según Góngora Marmolejo. Esta es la conocida como batalla de Lagunillas, donde los españoles rechazaron fuertemente a los indígenas.  Se desarrollaron más enfrentamientos, y hasta que Hurtado de Mendoza determinó que la zona estaba "conquistada" no envió a repoblar Concepción. Finalmente el 6 de enero de 1558 sucedió tal cosa.
Cerca de 1 año después, en enero de 1559, y tras una seguidilla de victorias frente a los araucanos, entraba triunfalmente García Hurtado de Mendoza a Concepción.

### Sitio de Concepción
García Hurtado de Mendoza, tras un efectivo período, fue destituido como gobernador, para que nuevamente Francisco de Villagra asumiera el cargo.
No tuvo un buen manejo de la situación, y esto, sumado a una creciente sublevación indígena, causó que estos últimos creyeran a los españoles intimidados.
Además, Villagra había caído gravemente enfermo. En su testamento nombró como sucesor a su hijo, Pedro de Villagra, quien posteriormente sería reconocido por los cabildos penquista y santiaguino. Finalmente muere el 22 de julio de 1563 en Concepción.
Entre tanto, la sublevación indígena se mantenía al sur del río Biobío, no alcanzando aún a los araucanos del norte de la ribera. Fue por ello que Concepción, base de las acciones militares en la Guerra de Arauco, se preocupó más de proteger a otras ciudades más al sur de ella que a ella misma, lo que le traería graves consecuencias.
La insurrección alcanzó a llegar a toda la zona entre los ríos Itata y Biobío. Finalmente, a principios de febrero de 1564, Concepción se encontró rodeada por los indígenas, liderados por los caciques Loble y Millalelmo.
Entretanto, el gobernador Pedro de Villagra mandó construir rápidamente un fuerte cerca del río y la playa donde se guarnecerían las familias y los víveres. Concepción estuvo cerca de 3 meses sitiada, pero los víveres alcanzaron para satisfacer la demanda de la población, por lo que los indígenas desistieron al no verse cumplido su objetivo: Rendir a Concepción por hambre. De esta manera Concepción se libra del sitio y vuelve a salir victoriosa.

### Terremoto de 1570
Este fue el primer gran terremoto (sucedido por un maremoto) que los españoles sintieron en el territorio chileno, el 8 de febrero de 1570. El terremoto destruyó prácticamente toda Concepción, y el maremoto provocado por el sismo se internó en la ciudad, terminando de destruir las pocas edificaciones que habían quedado en pie.

### Nueva sublevación
Durante fines de 1571 partió una nueva sublevación indígena en el entonces distrito de Concepción. Los araucanos, envalentonados con algunas recientes victorias frente al ejército español que, en ese entonces, estaba dirigido por el nuevo gobernador Melchor Bravo de Saravia, tras un breve gobierno de la Real Audiencia.
En los primeros meses de 1572 la sublevación se encontró en su apogeo. Escuadrones indígenas comenzaron a atacar a la ciudad, y el licenciado Torres de Vera, junto con varios vecinos en armas, disolvieron el ataque.
Pero los indígenas se reagruparon alrededor de Concepción para caer, al siguiente mediodía, sobre la ciudad. Esta situación no se dio ya que horas antes de la planificada invasión, algunos vecinos alertaron al ejército sobre la agrupación de indígenas en las cercanías de la ciudad. Varios soldados partieron al enfrentamiento, donde los españoles resultaron victoriosos.
De esta manera la sublevación fue consumada, y nuevamente Concepción resulta ilesa de un ataque indígena.
Tres años después, en 1575, Felipe II ponía fin al gobierno de Bravo de Saravia, para darle el paso, nuevamente, a Rodrigo de Quiroga.

## Colonia
Este período de la historia penquista, relacionado estrechamente con La Colonia chilena, se inicia el 1601 y finaliza en 1810, con la creación de la Primera Junta Nacional de Gobierno.
Esta etapa se caracteriza por vivirse de manera tranquila en Concepción, gracias al establecimiento de La Frontera. Esta paz fue interrumpida en varias ocasiones por algunos sismos con catastróficas consecuencias.

### Establecimiento deLa Frontera
Tras la Rebelión Mapuche de 1598, que vino recién a ser sofocada en 1600, los españoles retrocedieron hasta al norte del río Biobío, mientras que los territorios ubicados al sur del afluente fueron reconquistados por los araucanos. Se estableció el sistema de fuertes del Biobío y, de esta manera, por siglos el Río Biobío se transformó en una frontera de hecho entre las fuerzas del 
Imperio español y los mapuches, y legal tras el Parlamento de Quilín en 1641.

### Compañías de Infantería y Alzamientos Mapuches
En 1604 se reclutó un ejército penquista, de alrededor de 1500 hombres, que combatiría los ataques indígenas. En 1607 se decidió dividir este ejército en 15 Compañías de Infantería, cada una con alrededor de 100 hombres, y en 7 caballerías con 60 hombres aproximadamente.
Entre las labores que este ejército cumplió destacan la sofocación de un gran levantamiento indígena acaecido en 1655, el que se extendió desde Osorno hasta el río Maule.

### Motín general y deposición del gobernador
En 1650 Antonio de Acuña y Cabrera fue nombrado gobernador de Chile. Fue un hombre ambicioso y mal aconsejado por su familia, que llegaba a la Capitanía General de Chile sólo en busca de dinero y bienes.
Esto hizo que tuviera un mal manejo del país que tuvo gravísimas consecuencias: los indígenas, al verse ante una mano tan blanda, planificaron un gran levantamiento que alcanzó a todo el sur del país. Estalló simultáneamente el 14 de febrero de 1655. Fue uno de los momentos en los cuales el río Biobío no cumplió su misión de frontera mapuche-española.
Este levantamiento indígena fue el colmo de males para los penquistas: además se veían empobrecidos y amenazados por los araucanos.
Esto causó un motín generalizado en la ciudad de Concepción: El cabildo, los vecinos, y parte del ejército penquista se levantó en armas la mañana del 20 de febrero. Con consignas como «¡Viva el rey y muera el mal gobierno!» y «¡Muera el ladrón!» los penquistas se dirigieron a la entrada del palacio del gobernador. Este escapó hasta el Colegio de los Jesuitas, donde se refugió.
Entretanto el cabildo de Concepción decidió elegir a un reemplazante de Acuña, y las opiniones se encontraban divididas entre Ambrosio de Urra, Juan Fernández Rebolledo y Francisco de la Fuente Villalobos. Se eligió a este último para que ocupara interinamente el cargo.
Rápidamente las noticias llegaron a Santiago, donde se encontraba la Real Audiencia. Y aunque todos los oídores eran de la opinión que la ineptitud de Acuña en el desempeño de su cargo causó la ruina del país, decidieron unánimemente no apoyar la acción del cabildo penquista. Entonces Acuña escapó hacia la capital del reino, creyéndose restituido en su cargo.
Unos meses después el virrey del Perú lo mandó a comparecer ante él. Acuña no cumplió la orden, por lo que fue nombrado un nuevo gobernador, Pedro Porter Casanate. Y su primera tarea fue forzar la salida de Acuña del país, quien llegaría a Lima donde fallecería tiempo después.

### Terremoto y Maremoto de 1657
Concepción tenía alrededor de 2000 habitantes cuando el 15 de marzo de 1657, alrededor de las 19.30, se sacudió la zona entre el río Maule y el río Cautín. 
Este fuerte terremoto prácticamente derribó a toda la ciudad. Las ruinas fueron llevadas por un violento tsunami que afectó a Concepción. Este maremoto se repitió dos veces, en medio de fuertes réplicas. 
Los registros señalan que en este terremoto fallecieron alrededor de 40 personas, pero las pérdidas materiales fueron las más cuantiosas, ya que prácticamente toda la población quedó sin techo.

### Terremoto de 1687
El 20 de octubre de 1687 la ciudad vuelve a sacudirse con un fuerte sismo.

### Maremoto de 1730
No se sabe con certeza cuando ocurrió exactamente este sismo, que afectó a toda la zona central del país. Se señala a principios de junio o julio de 1730, pero la fecha más probable, por la cantidad de referencias que se le hace, es el 8 de julio de 1730.
El sismo, que tiene su epicentro en Valparaíso, empieza a las 4.45 y afecta a toda la zona central. En Concepción se siente un leve temblor. Pero lo más desastroso en la ciudad fue el tsunami que provocó.
Éste llegó a la Bahía de Concepción desde el norte. El mar retrocedió alrededor de 1 km desde la costa, para luego volver con fuertes cuatro oleadas que destruyen alrededor de dos tercios de la ciudad.

### Terremoto de 1751

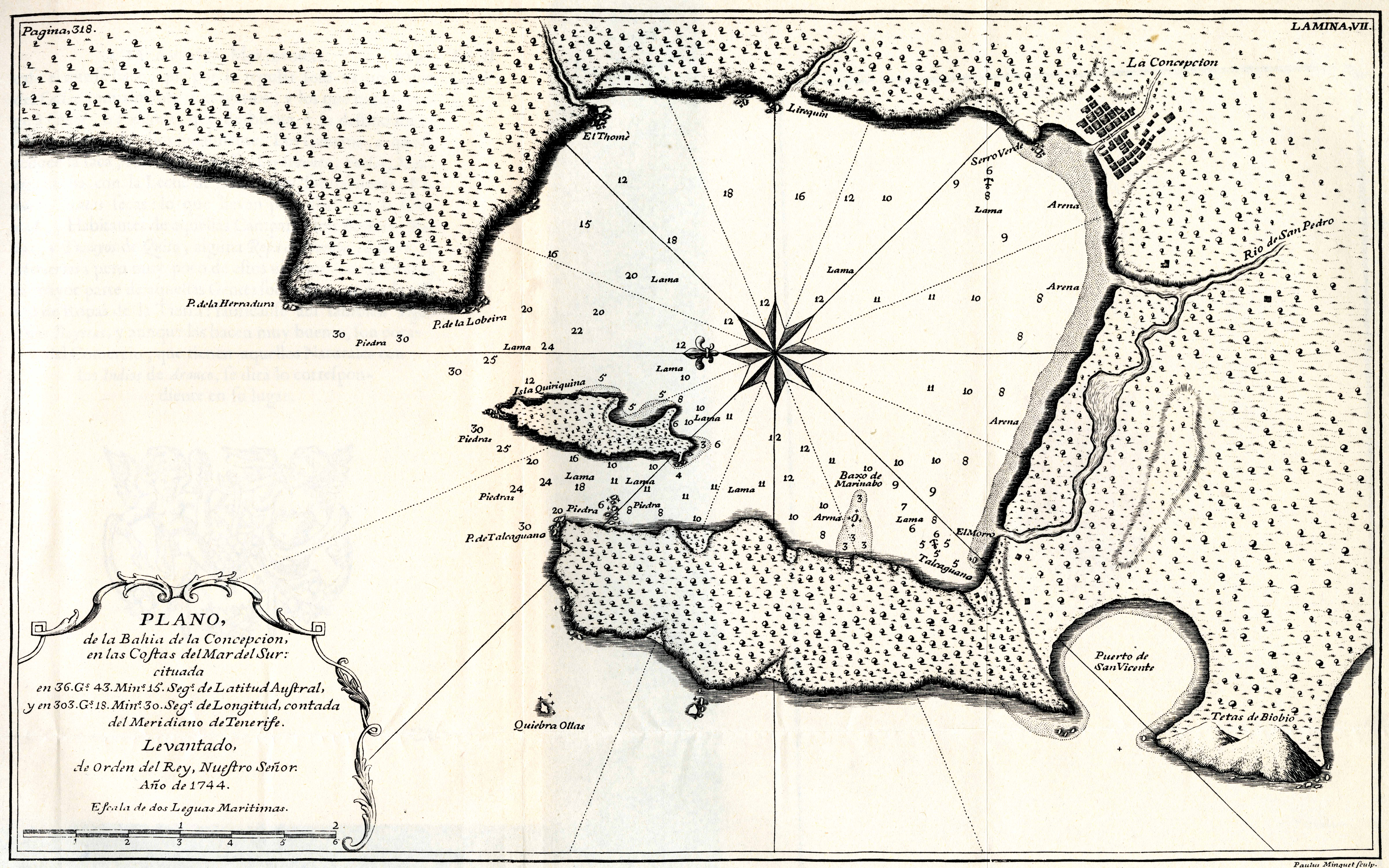
Plano de 1744 que visiona a la Bahía de Concepción antes del terremoto.

El 25 de mayo de 1751 ocurrió un gran terremoto en la ciudad, seguido por un gran tsunami, una de las más grandes catástrofes de la historia del país. Por consecuencia de este sismo, se decidió cambiar la ubicación de Concepción.

### Traslado de ubicación
Luego de varios sismos, el Terremoto de Concepción de 1751, uno de los más grandes registrados en Chile, daña seriamente a Concepción.
Luego de esta catástrofe el gobernador de ese entonces, Domingo Ortiz de Rozas, llega a la destruida ciudad. Sus habitantes piden un cambio de ubicación de la ciudad a un lugar más seguro, por lo que el gobernador llamó a cabildo.
Concepción estaba emplazado en ese entonces donde actualmente se encuentra Penco.
Se propusieron tres nuevas ubicaciones para Concepción:
- La Loma de Parra, cerca de la boca de la bahía de Concepción.
- El Llano de Landa, ubicado sobre un monte que separaba la antigua ubicación del Valle de la Mocha, y
- El mismo Valle de la Mocha, entre los ríos Andalién y Biobío.

En el cabildo la mayoría votó por la Loma de Parra (hoy conocido como Punta de Parra). Sin embargo, el gobernador vio que dicho lugar era "estrecho" para una población creciente, sumado a que el sitio era elevado y la falta de tecnología de la época no permitía el abastecimiento de agua de los riachuelos situados a alturas muy inferiores a la elevación del terreno. Por lo tanto, Rozas emitió el decreto que ordenaba la reedificación de la ciudad en el Valle de la Mocha. Sin embargo, el traslado fue tramitado 12 años, por la oposición un grupo influyente de vecinos, encabezados por el Obispo José de Toro y Zambrano Romo. La muerte del Obispo, y el hecho que su reemplazante estuviese de acuerdo con el traslado, facilitaron su realización.
Entre enero y marzo de 1765 se trasladó definitivamente la ciudad.

### Real Audiencia
Concepción fue, además de la capital militar de la Guerra de Arauco, una importante ciudad en el contexto nacional. También por ello fue, durante algunos años, sede de gobierno, debido a que una Real Audiencia con funciones de gobierno, se asentó en Concepción.

#### Real Audiencia en Concepción
Nuevos gobernadores, sucesores de García Hurtado de Mendoza, sufrieron continuos levantamientos indígenas y tuvieron un mal manejo del país.
Fue por ello que el rey Felipe II, por medio de una real cédula, fechada el 27 de agosto de 1565, ordena la creación de una Real Audiencia con funciones de gobierno político y militar de Chile y que tendría que asentarse en Concepción.
Se esgrimió que serviría para poder controlar las acciones de los gobernadores, mejorar la recaudación de la real hacienda y poner pronto fin a la Guerra en Arauco.
Finalmente, por real cédula de 26 de agosto de 1573, el mismo Felipe II decretó la supresión de la Real Audiencia penquista, debido a diversos problemas en su funcionamiento y la dificultad de mantener una Real Audiencia en una ciudad constantemente asediada por los indígenas: "[...] sabed que entendida la continua guerra y alteración en que esas provincias están y para su sosiego y quietud y por el mal aparejo que hay para esa audiencia se pueda sustentar y entretener convenía la mandásemos quitar y proveer que sola una persona tuviere el gobierno de esa tierra [...] y de proveer por nuestro gobernador y capitán general de esas provincias al capitán Rodrigo de Quiroga [...]".
La supresión se concretó el 8 de junio de 1575, cuando el oidor Torres de Vera fue notificado para que cesara sus funciones. Mientras en Santiago se recibió con júbilo la noticia, en Concepción se lamentó, principalmente, la partida de Torres de Vera a la Audiencia de Charcas.

#### Restablecimiento de la Audiencia en Santiago
La creación de una Real Audiencia de Santiago se acordó en 1605. Los títulos de cada uno de sus miembros se despacharon el 23 de marzo de 1606. El rey sucesor de Felipe III, sucesor de Felipe II, decretó el restablecimiento de la Real Audiencia en Chile, disponiendo que ella se asentara en Santiago, y que su presidente fuera el mismo gobernador de Chile. Sus ordenanzas, fechadas el 17 de febrero de 1609 señalan (sic): "[...] he acordado i resuelto que se funde la dicha mi audiencia i chancillería real en la ciudad de Santiago de las dichas provincias, donde haya un presidente que ha de ser el mi gobernador i capitán jeneral [...]" El 8 de septiembre del mismo año se instaló, solemnemente, la Real Audiencia de Chile en Santiago.
Una ambigüedad presente en el texto de la real cédula hizo nacer la duda si las reales intenciones del monarca habían sido que la audiencia se estableciera en la actual capital de Chile. La ambigüedad mencionada es la siguiente: «Que asista la real audiencia en la ciudad de Santiago, donde antes solía estar» Aunque se menciona que tuvo que establecerse en Santiago, es sabido que antes se encontraba en Concepción. Finalmente el establecimiento de la Real Audiencia en Santiago transformaría a la ciudad en la primera en importancia nacional, situación que perdura hasta la actualidad.
Algunos gobernadores solicitaron al rey, en vano, el traslado de la audiencia a Concepción.

«Lo mejor que se podría hacer es de mudar la audiencia a la Concepción, porque los oidores ayudarían mucho, y el gobernador podría ir a vivir en Arauco y hacer una población grande, porque hay más de mil quinientos indios amigos, y mucha comida y pesca»
Juan de la Jaraquemada, gobernador de Chile entre 1611 y 1612, en una carta al rey Felipe III

«Representado tengo en otras a V. M. las conveniencias que a su real servicio tendrá, que dicha audiencia viniese a asistir a esta ciudad de la Concepción, puerto de mar y frontera de la guerra, donde ha estado otra vez, que siendo muy moderada de vecinos y moradores, crecería su fuerza con la asistencia en ella de este tribunal»
Luis Fernández de Córdoba y Arce, gobernador de Chile entre 1625 y 1629, en una carta al rey Felipe IV, 1627

## Independencia

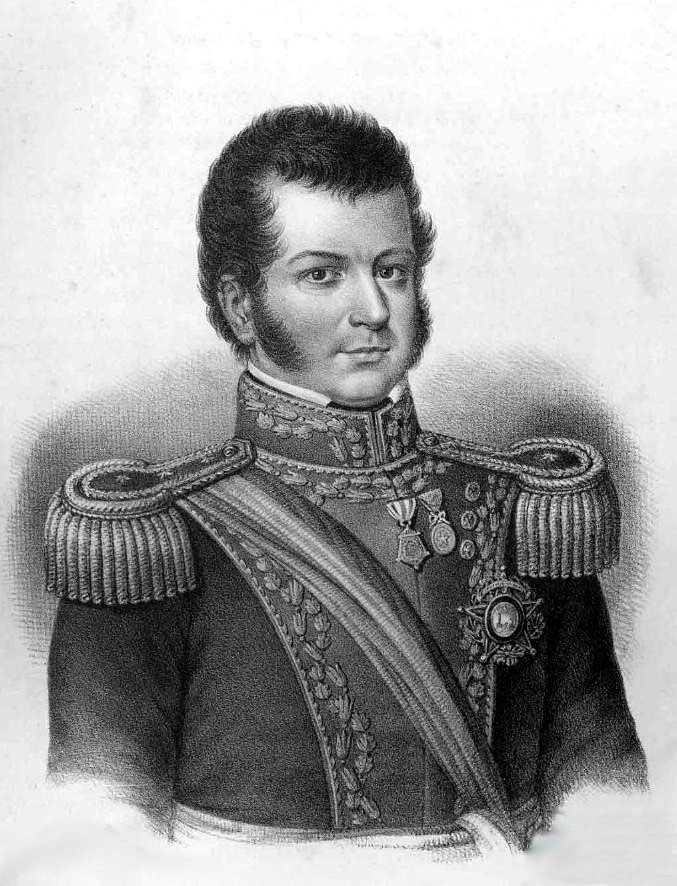
Bernardo O'Higgins

La independencia penquista parte en 1810 y finaliza en 1824. En el contexto histórico nacional se enmarca dentro de la Guerra a Muerte en la Independencia de Chile.
Así, Concepción tuvo un gran rol en la misma, como nos lo confirma el historiador Bartolomé Mitre:

"Lo que se llamaba entonces el sud de Chile, que es el territorio encerrado entre los ríos Maule y Biobío, y cuya capital era Concepción, constituía un particularismo étnico- geográfico, que bajo la administración colonial, formaba de hecho una confederación político-militar con el centro y el norte del país, equilibrando la influencia de la capital del reino y superándola por su energía nativa. Sus habitantes se apellidaban con orgullo «penquistas», en contraposición de sus con-vecinos que llamaban por antonomasia «chilenos», y eran más guerreros y más avezados á las fatigas que desarrollan la fuerza, por razón de sus guerras con los araucanos y sus labores pastoriles combinadas con la agricultura. Su sociabilidad era menos feudal, menos aristocrática, y existía allí una clase de campesinos libres en cuyas filas se reclutaba el ejército de frontera, y de las que surgieron los caudillos más famosos que en las guerras de revolución, pelearon pro o en contra de la independencia. Según la expresión de sus escritos chilenos: "En Santiago estaban la aristocrácia, los frailes y los conventos; en Penco, los soldados y los cañones. Allí las inteligencias y las astucias; acá los corazones y los brazos". Santiago era la capital política y "Concepción la capital militar". Este particularismo energético, que tanta influencia debió tener en los destinos futuros de Chile, se hallaba en 1809 bajo la influencia reguladora del doctor Rozas, del cual era el caudillo letrado al mismo tiempo que el monitor de la revolución en germen".
Bartolome Mitre, Historia de San Martín y de la emancipación Sudamericana, Tomo I, pág 299.

### Declaración de la Independencia en Concepción
El 1 de enero de 1818 Bernardo O'Higgins, en plena Guerra de Independencia, realizó una declaración solemne, ante su ejército, acompañado del Mayor Don Pedro Barrenechea, caudillo penquista (posteriormente  fue diputado por Laja y dado de baja con el grado de  Coronel graduado tras la batalla de Lircay en 1830) en la Plaza de Armas de Concepción en la que señalaba que Chile era un país libre y soberano, y no una provincia insurgente.
Desde ese día la plaza de armas de la ciudad pasó a llamarse Plaza de la Independencia. Finalmente, ya en febrero de ese año, se aprueba el Acta de Independencia de Chile en Talca. 
Librándose tras ello la llamada Guerra a Muerte, que dejó la tierra arrasada, una escasez de mano de obra, y una economía que solía ser dinámica por su ubicación en la Frontera, quedó reducida y empobrecida producto de la guerra de guerrillas que se libraba en los bosques húmedos que rodean esta ciudad, hasta el año 1824, año en que se logra la independencia de facto en Concepción.

## República

### Terremoto de 1835
A las 11.30 del 20 de febrero de 1835, un fuerte sismo sacudió la ciudad. El intendente interino, coronel Ramón Boza, informaba al gobierno lo siguiente:

«Un terremoto tremendo ha concluido con esta población. No hay un templo, una casa pública, una particular, un solo cuarto; todo ha concluido: la ruina es completa. El horror ha sido espantoso. No hay esperanzas en Concepción. Las familias andan errantes y fugitivas; no hay albergue seguro que las esconda; todo, todo ha concluido; nuestro siglo no ha visto una ruina tan excesiva ni tan completa»
Coronel Ramón Boza, intendente interino de Concepción durante el desastre, 20 de febrero de 1835.

### Revolución de 1851

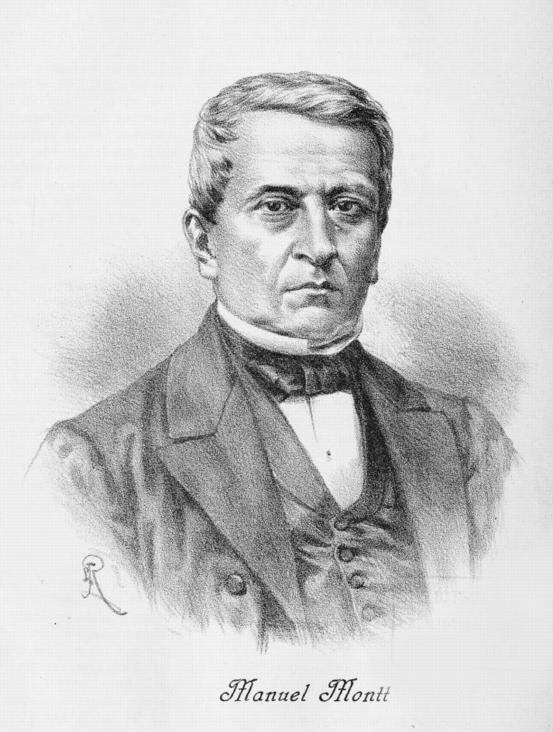
Manuel Montt Torres.

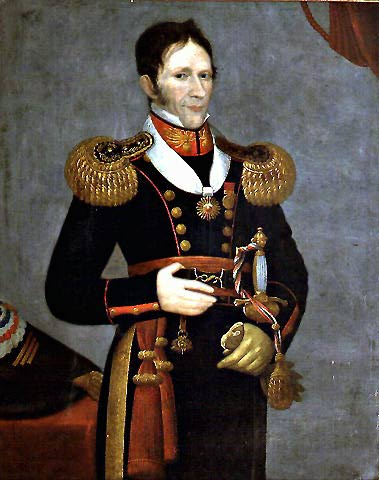
José María de la Cruz.

El 25 de junio de 1851, el nortino Manuel Montt ganó las elecciones presidenciales. 
El otro candidato era José María de la Cruz. Éste acusó de fraude en las elecciones, y sus seguidores iniciaron la revolución de 1851.
La insurrección comenzó en Concepción la noche del 13 de septiembre de 1851, 5 días antes que asumiera Montt, tomando por asalto la intendencia e incautando más de 200.000 pesos en oro, usados para armar al ejército golpista.
De la Cruz reunió un ejército de cerca de 4000 hombres, pero fue derrotado por Manuel Bulnes en la Batalla de Loncomilla, el 8 de diciembre de 1851.
Se podría decir que luego de la derrota, Concepción perdió por un tiempo la preponderancia que poseía en el gobierno, pero luego de la gira que el presidente Montt hizo a esta ciudad, se ganó la confianza de sus antiguos opositores, que se volvieron sus partidarios. El auge económico y la demanda de trigo producto de los descubrimientos de plata en Chañarcillo y oro en California hizo ganar importancia a la ciudad, y ubicarla entre las 3 más grandes e importantes de Chile.

### Remodelación delsigloXIX

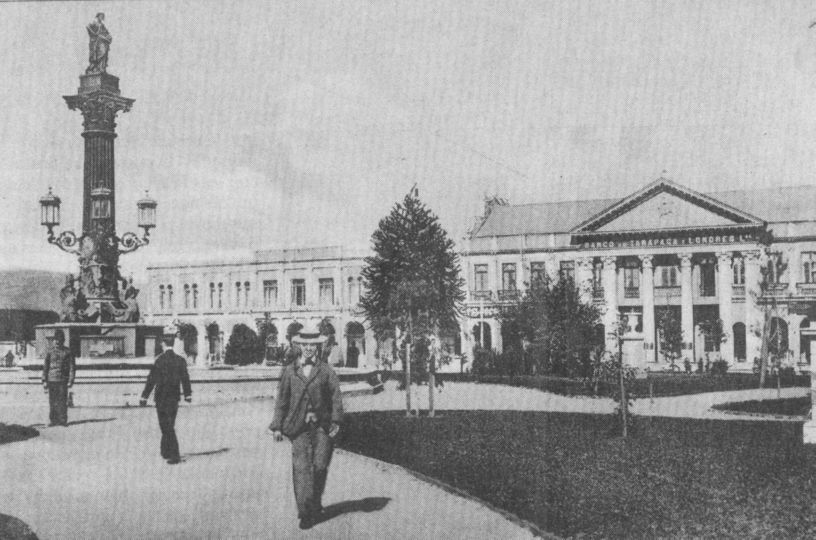
Plaza de la Independencia hacia 1910.

Tras la batalla de Loncomilla, los penquistas comenzaron a dejar de mirar al país y empezaron a preocuparse por su ciudad.
En ese contexto se remodeló el centro de la ciudad, especialmente su Plaza de Armas, más conocida como Plaza de la Independencia.
Se mandó a construir la conocida fuente principal de la plaza y se remodeló su alrededor.
En abril de 1856 se reinauguró la plaza.

### Creación de organismos penquistas
Durante fines del siglo XIX y principios del siglo XX se crean y fundan las principales instituciones penquistas, que perduran en la actualidad.
Entre ellas se encuentran el Club Concepción, creado en 1867, el Banco de Concepción (actual Corpbanca), que empieza a funcionar en 1871, la Sociedad Agrícola del Sur, en 1881, el periódico El Sur, en 1882, y la Universidad de Concepción, en 1919.

### Terremoto de 1939

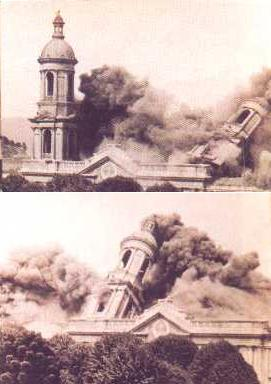
Tras serios daños estructurales, la Antigua Catedral de Concepción tuvo que ser demolida.

El 24 de enero de 1939 ocurrió una de las más grandes catástrofes de la historia de Chile escrita. Un terremoto afectó a todo el sector donde actualmente se emplazan las regiones de Ñuble y del Biobío. Chillán fue la ciudad más afectada por el sismo, que mató a más de 30 000 personas. En Concepción alrededor de 15 000 casas fueron totalmente destruidas. Gran parte de la ciudad quedó arrasada y destruida.
Luego del terremoto, se tomaron medidas antisísmicas en la ciudad.

### Terremoto de 1960
El 21 de mayo de 1960, exactamente a las 6:02, la tierra bajo la ciudad de Concepción empezó a sacudirse violentamente. En la ciudad y sus alrededores se midieron 7,7º en la escala de Richter.
Este fue el primero de varios movimientos telúricos causados por el terremoto, que tuvo su epicentro en Valdivia con 9,5° Richter. A las 6:33 hubo un segundo movimiento, que "terminó" de destruir a las ya dañadas construcciones penquistas.
Dentro de las consecuencias de este sismo, el mayor registrado en la historia de la humanidad, tuvo en Concepción, destacan el derrumbe de un puente de alrededor de 2 km de largo que cruzaba el río Biobío. No se registraron víctimas fatales ya que la población evacuó sus hogares ante el peligro de derrumbe.
En la tarde ocurrió un nuevo movimiento, que causó el corte generalizado de la red eléctrica y algunos incendios. El tsunami que provocó el terremoto en Valdivia no afectó en gran medida a la ciudad.
El 18 de octubre de 1961 se iniciaron las transmisiones de TV Bolívar, primer canal de televisión privado del país, el cual transmitía en circuito cerrado y mediante cable debido a las restricciones impuestas por el gobierno que impedían la televisión comercial abierta. Las emisiones duraron hasta abril de 1962.

### Falso tsunami
Durante la madrugada del 17 de enero de 2005 un rumor sobre un supuesto maremoto que afectaría al Gran Concepción y sus alrededores comenzó a expandirse rápidamente entre la población. Todo esto llegó a tal punto que las personas, intimidadas por esta información, comenzaron a escapar de sus hogares, dirigiéndose a lugares más altos. Según cifras oficiales, fueron 18 mil personas que entre las 1 y las 2 de la madrugada se movilizaron debido al falso rumor.
Cerca de las 2.30, finalmente Radio Bío Bío comunicó que el rumor era totalmente falso y que todos podían retornar con tranquilidad a sus hogares.

### Biovías

Logo del Biotrén, un servicio de Biovías.

El proyecto Biovías, implementado durante el gobierno de Ricardo Lagos, significó para la ciudad su total remodelación.
Se construyó una nueva estación central y se remodeló la antigua junto con decenas de edificios y calles, como por ejemplo la Avenida Paicaví, una de las principales de la ciudad.

### Bicentenario
En el marco del proyecto Bicentenario, impulsado por el gobierno y la municipalidad de la ciudad, se han remodelado (y construido) múltiples edificaciones. Un ejemplo es el Bulevar Barros Arana.
Por otra parte también se renovó la Plaza de la Independencia, núcleo del centro de Concepción.
Un proyecto emblemático es la renovación de la costanera de la ciudad, ubicada al borde del río Biobío. Esta renovación va de la mano del programa Ribera Norte, desarrollado por el Ministerio de Vivienda y Urbanismo de Chile. Se inició la construcción del Parque Central, que, junto con el ya existente Parque Costanera se transformarán en una importante área verde penquista.
En el marco de la construcción del Barrio Cívico de Concepción, también proyecto bicentenario, se concretó la remodelación de la antigua estación central para que el edificio sea utilizado por la intendencia de la Región del Biobío. 
El traslado de este organismo desde sus dependencias ubicadas en calle Aníbal Pinto, frente a la Plaza de la Independencia, que se concretaría a principios de 2007, dio lugar a un abierto debate de quien utilizaría ese edificio, que obviamente quedaría vacante. Los dos candidatos fueron la gobernación de la provincia de Concepción y la municipalidad de la ciudad, opiniones sostenidas por la intendenta María Soledad Tohá y la alcaldesa Jacqueline van Rysselberghe, respectivamente. Esta última anunció la concreción de un plebiscito comunal, llevado a cabo los días 26 y 27 de enero de 2007, para que la población penquista decida quienes deben utilizar el edificio.
Otros proyectos destacables fueron el Teatro Pencopolitano y el MIC (Museo Interactivo de Concepción), que aún no se concretan.

### Recuperación del patrimonio arquitectónico
Desde fines del siglo XX y principios del siglo XXI se ha avanzado en el reconocimiento del patrimonio arquitectónico de la ciudad, compuesto en su mayoría por edificaciones de estilo moderno construidas por la “Corporación de Reconstrucción y Auxilio” creada para reconstruir las ciudades del centro sur destruidas en el terremoto de Chillán de 1939; y en menor medida por escasas construcciones anteriores. 
Entre las construcciones anteriores a 1939, y que sobrevivieron a los terremotos de 1939 y 1960, ubicadas en el centro de la ciudad, fueron  y convertidas en multitiendas, destacan dos grandes palacios. El Palacio Hirmas, construido en 1925, sometido a una rehabilitación y que alberga a la multitienda Johnson; y la casa de doña Carmen Urrejola del Río (llamada erróneamente Palacio Castellón por una de las calles en donde se ubica), diseñada en 1915 y terminada en 1921,  y declarada Monumento Nacional en 1995. Este último, era el edificio más antiguo de la ciudad (conservado en su estado original), hasta su remodelación, en la cual se demolió el interior conservando sólo la fachada.
Dentro del patrimonio del modernismo en Concepción, destacan el palacio de Tribunales de Justicia, construido en 1944; el Mercado, en 1940; el Campanil de la Universidad de Concepción, en 1943; la catedral, en 1940; la Intendencia, en 1940; y la Estación de Ferrocarriles, proyectada por el arquitecto Luis Herreros y terminada de construir en 1942. No obstante, estas obras han corrido suertes disímiles, la Estación de Trenes fue totalmente reestructurada transformándola en sede de la Intendencia, como parte del proyecto Bicentenario, y el Mercado experimentaba una progresiva degradación, hasta su incendio del 28 de abril de 2013.